# Resultados do Carnaval do Rio de Janeiro em 2006
Nesta página estão listados os resultados dos concursos de escolas de samba e de blocos de enredo do carnaval do Rio de Janeiro do ano de 2006. Os desfiles foram realizados entre os dias 25 de fevereiro e 4 de março de 2006.
Unidos de Vila Isabel conquistou seu segundo título de campeã do carnaval carioca. A escola realizou um desfile sobre a latinidade. O enredo "Soy Loco Por Ti América: A Vila Canta a Latinidade" foi desenvolvido pelo carnavalesco Alexandre Louzada, que conquistou seu segundo título no carnaval do Rio. O desfile recebeu patrocínio da empresa estatal Petróleos de Venezuela. Grande Rio teve a mesma pontuação final que a Vila, mas ficou com o vice-campeonato após o desempate no quesito samba-enredo. Caprichosos de Pilares e Acadêmicos da Rocinha foram rebaixadas para a segunda divisão. Intérprete oficial da Mangueira, Jamelão fez seu último desfile. O carnaval também foi marcado pela inauguração da Cidade do Samba, local onde as escolas passaram a produzir suas alegorias e fantasias.
Estácio de Sá foi a campeã do Grupo A, reeditando seu samba-enredo de 1984, "Quem É Você?". O desfile foi assinado pelos carnavalescos Paulo Barros, Sandro Carvalho e Edgley Cunha. Império da Tijuca venceu o Grupo B, reeditando seu samba-enredo de 1986, "Tijuca, Cantos, Recantos e Encantos". Unidos de Padre Miguel conquistou o Grupo C com um desfile sobre o guaraná. Em Cima da Hora foi a campeã do Grupo D reeditando seu samba-enredo de 1974, "Festa dos Deuses Afro-Brasileiros". Rosa de Ouro ganhou o Grupo E com um desfile sobre a Feira de Caruaru.
Entre os blocos de enredo, Raízes da Tijuca venceu o Grupo 1; Boca de Siri conquistou o Grupo 2; Chatuba de Mesquita ganhou o Grupo 3; e Favo de Acari foi o campeão do Grupo de Avaliação.

## Grupo Especial
O desfile do Grupo Especial foi organizado pela Liga Independente das Escolas de Samba do Rio de Janeiro (LIESA) e realizado no Sambódromo da Marquês de Sapucaí. A primeira noite noite de desfiles teve início às 21 horas e 5 minutos do domingo, dia 26 de fevereiro de 2006. A segunda noite teve início às 21 horas e 17 minutos da segunda-feira, dia 27 de fevereiro de 2006. A LIESA decidiu que duas escolas seriam rebaixadas para a segunda divisão e apenas uma seria promovida do Grupo A com o intuito de que, em 2008, o Grupo Especial atingisse o contingente de doze escolas de samba, número considerado ideal pela Liga.
Ordem dos desfiles
A ordem dos desfiles foi definida através de sorteio realizado no dia 27 de junho de 2005 no Canecão. Para equilibrar as forças, as escolas foram divididas em pares, sendo que, dentro dos pares, cada escola desfilaria em uma noite diferente. Os pares formados foram: Beija-Flor e Mangueira; Unidos da Tijuca e Imperatriz Leopoldinense; Grande Rio e Mocidade; Salgueiro e Viradouro; Porto da Pedra e Vila Isabel; Império Serrano e Caprichosos de Pilares.
Primeiro foi sorteada a noite de desfile de cada escola, depois foi sorteada a ordem de cada noite. Pelo segundo ano consecutivo, as escolas responsáveis por abrir as duas noites também foram definidas através do sorteio. Após o sorteio foi permitido que todas as escolas negociassem a troca de posições dentro de cada noite. Portela e Rocinha tinham posições pré-definidas de acordo com o resultado do ano anterior, mas poderiam realizar trocas. Penúltima colocada do Grupo Especial do ano anterior, a Portela foi responsável por encerrar a segunda noite de apresentações. Campeã do Grupo A (segunda divisão) do ano anterior, Rocinha seria a responsável por encerrar a primeira noite, mas a escola trocou de posição com a Beija-Flor. Império Serrano foi sorteado para abrir a segunda noite, mas trocou de posição com a Porto da Pedra.
| Domingo (26/02/2006) | Segunda-feira (27/02/2006) |

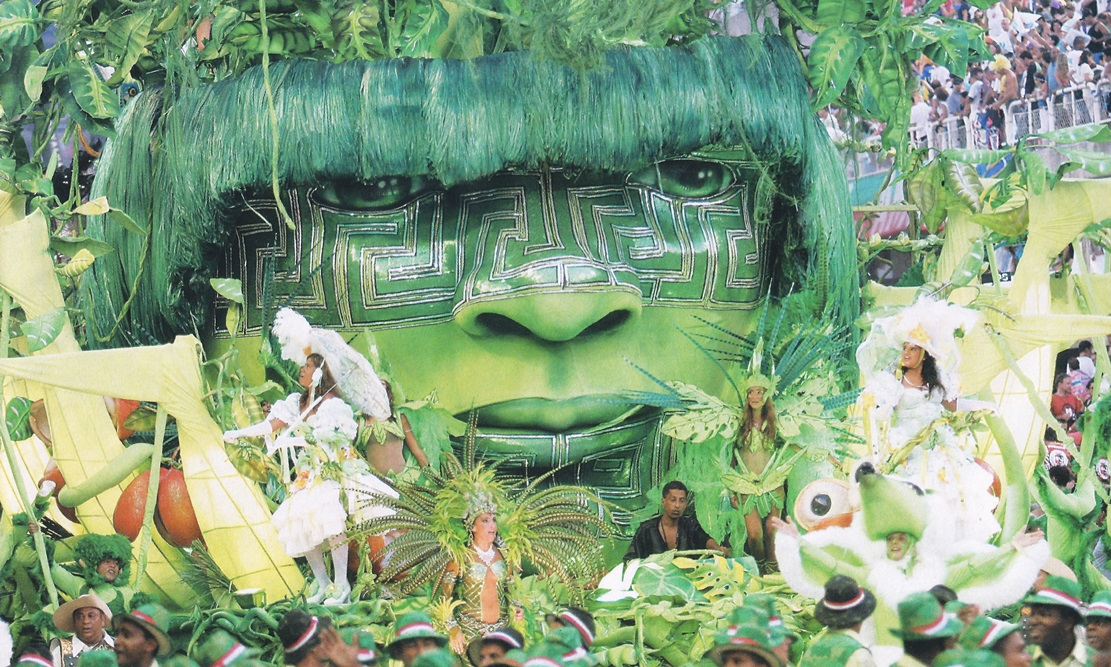
Desfile da Grande Rio em 2006, a escola foi a vice-campeã do Grupo Especial.

| 1. Acadêmicos do Salgueiro 2. Acadêmicos da Rocinha 3. Imperatriz Leopoldinense 4. Caprichosos de Pilares 5. Unidos de Vila Isabel 6. Acadêmicos do Grande Rio 7. Beija-Flor | 1. Unidos do Porto da Pedra 2. Estação Primeira de Mangueira 3. Unidos do Viradouro 4. Mocidade Independente de Padre Miguel 5. Unidos da Tijuca 6. Império Serrano 7. Portela |

Quesitos e julgadores
Foram mantidos os dez quesitos de avaliação do ano anterior e a mesma quantidade de julgadores (quatro por quesito).
| Quesitos | Quesitos                     | Julgador 1           | Julgador 2           | Julgador 3           | Julgador 4         |
| -------- | ---------------------------- | -------------------- | -------------------- | -------------------- | ------------------ |
|          | Bateria                      | Cláudio Luiz Matheus | Geraldo Vespar       | Jorge Simas          | William Júnior     |
|          | Enredo                       | Clécio Quesado       | Liana Barcellos      | Luiz Antônio Araújo  | Orpheu de Sousa    |
|          | Mestre-Sala e Porta-Bandeira | Beatriz Badejo       | lclemar Nunes        | Mirene Silva Militão | Tito Canha         |
|          | Conjunto                     | Daisy Guimarães      | Jayme Darriba        | Lula Vieira          | Wilson Martinez    |
|          | Harmonia                     | Benvindo Siqueira    | Célia Souto          | José Roberto Brandão | Nilton Rodrigues   |
|          | Comissão de Frente           | João Wlamir          | Maria Luiza Noronha  | Raphael David        | Paulo Cesar Morato |
|          | Evolução                     | Carlos Pousa         | Luiz Eduardo Resende | Regina Lima          | Salete Lisboa      |
|          | Fantasias                    | Drika Lucena         | Irene Orazen         | Regina Oliva         | Ricardo Cavalcanti |
|          | Alegorias e Adereços         | Cris Moura           | Helenise Guimarães   | Luís Carlos Corrêa   | Sérgio Martinolli  |
|          | Samba-Enredo                 | Eri Galvão           | Marcelo Rodrigues    | Marta Macedo         | Ruy Maurity        |

### Classificação

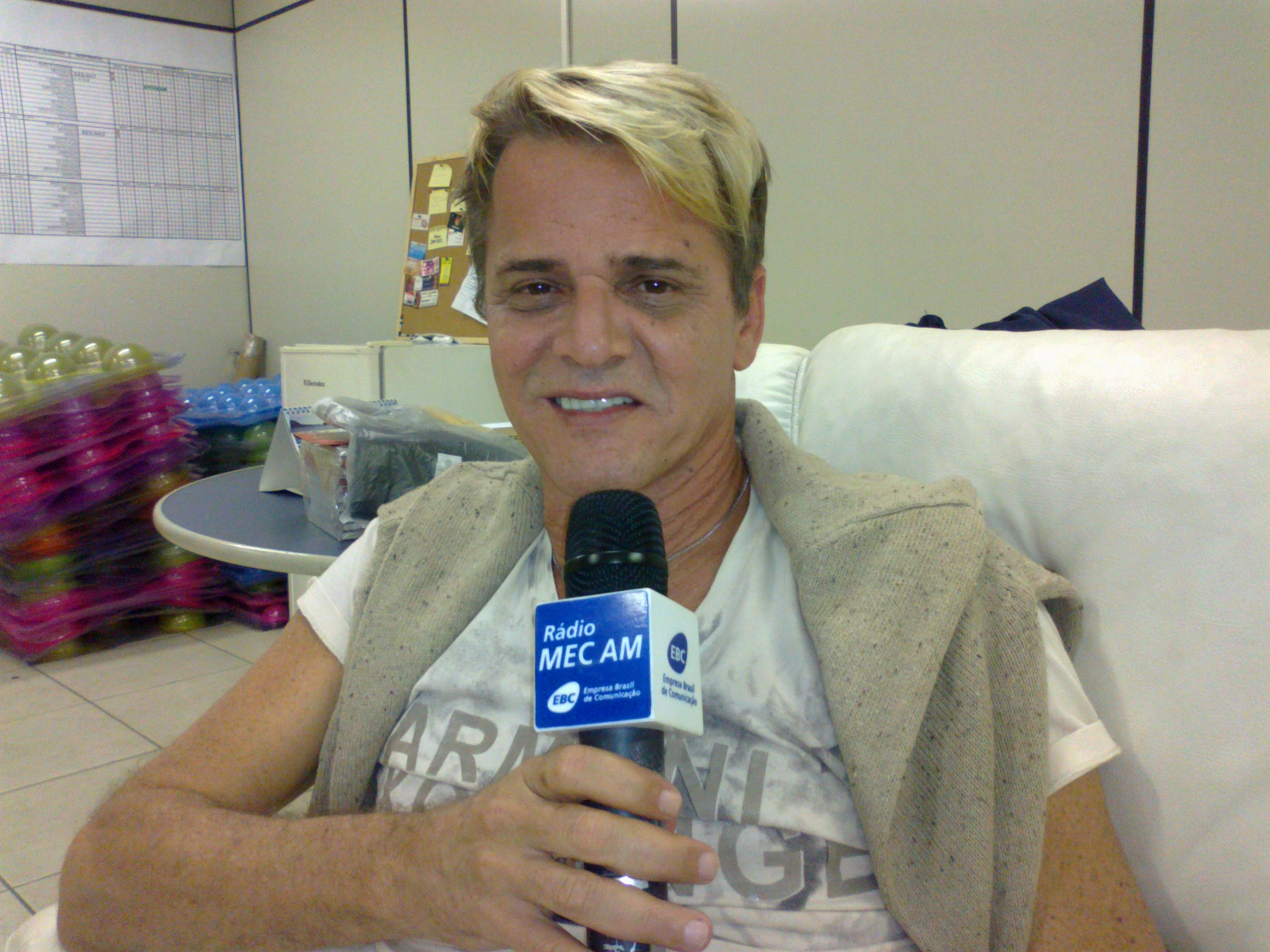
Carnavalesco da Vila, Alexandre Louzada foi campeão do carnaval pela segunda vez.

A Unidos de Vila Isabel conquistou seu segundo título de campeã do carnaval carioca. O primeiro campeonato da escola foi conquistado em 1988, com "Kizomba, a Festa da Raça". Quinta escola da primeira noite, a Vila Isabel realizou um desfile sobre a latinidade. O desfile retratou as belezas e riquezas da América Latina e homenageou personalidades como Carmen Miranda e Simón Bolívar. O enredo "Soy Loco Por Ti América: A Vila Canta a Latinidade" foi desenvolvido pelo carnavalesco Alexandre Louzada, que conquistou seu segundo título no carnaval do Rio. A estatal Petróleos de Venezuela (PDVSA) patrocinou o desfile da escola com valores estimados entre US$ 500 mil e US$ 1,5 milhão. Após o resultado, o presidente da escola, Wilson Moisés Alves, agradeceu publicamente a contribuição do governo venezuelano. O presidente da Venezuela, Hugo Chávez, também comemorou o sucesso do financiamento da PDVSA à escola. Após seu samba ser cortado na disputa interna da escola, o cantor Martinho da Vila não participou do desfile. O samba-enredo escolhido para o desfile recebeu críticas por conter diversos termos em espanhol como "corazón", "arriba" e "sin perder la ternura", mas ganhou três notas máximas, perdendo apenas um décimo. No ano anterior, a Vila retornou ao Grupo Especial, se classificando no décimo lugar. Desde 1996, uma escola não era campeã desfilando na primeira noite.
Acadêmicos do Grande Rio somou a mesma pontuação final que a Vila, mas ficou com o vice-campeonato após o desempate no quesito samba-enredo. A escola homenageou o estado do Amazonas. Unidos do Viradouro foi a terceira colocada com um desfile sobre os quinhentos anos de arquitetura no Brasil. Quarta colocada, a Mangueira desfilou as lendas e histórias do Rio São Francisco. Foi o último desfile do intérprete Jamelão que, com problemas de saúde, precisou se afastar dos desfiles, vindo a falecer dois anos depois, em junho de 2008. Campeã dos três carnavais anteriores, a Beija-Flor se classificou em quinto lugar com um desfile sobre a água e a cidade mineira de Poços de Caldas, conhecida por suas fontes de águas minerais. Vice-campeã nos dois anos anteriores, a Unidos da Tijuca conquistou a última vaga no sábado das campeãs com um desfile sobre as sensações causadas pelo som e pela imagem.
A Portela se classificou em sétimo lugar com um desfile sobre a formação do povo brasileiro. Oitavo colocado, o Império Serrano desfilou o sincretismo religioso no Brasil. Com um desfile sobre o líder revolucionário italiano Giuseppe Garibaldi, a Imperatriz Leopoldinense foi a nona colocada. Mocidade Independente de Padre Miguel foi a décima colocada com um desfile sobre a busca do homem pela qualidade de vida, fazendo menção também ao cinquentenário da escola. Acadêmicos do Salgueiro obteve a pior colocação de sua história até então. Abrindo os desfiles do Grupo Especial, a escola apresentou um enredo sobre os micro-organismos. Homenageando as mulheres do Brasil, a Unidos do Porto da Pedra se classificou em décimo segundo lugar. A escola enfrentou diversos problemas em seu desfile devido à quebra de sua quinta alegoria. Após nove carnavais consecutivos na elite do carnaval, a Caprichosos de Pilares foi rebaixada para a segunda divisão. Penúltima colocada, a escola realizou um desfile sobre o estado do Espírito Santo. Recém promovida ao Grupo Especial, após vencer o Grupo A em 2005, Acadêmicos da Rocinha foi rebaixada de volta para a segunda divisão. Com um desfile sobre a relação entre o dinheiro e a felicidade, a escola obteve o último lugar. A Rocinha desfilou sob forte chuva e enfrentou diversos problemas com suas alegorias.
| Legenda: Desfile das Campeãs Rebaixadas para o Grupo A |

| Col. | Escola                                | Enredo                                                                                           | Carnavalesco(a)                                            | Pontos | Desempate            |
| ---- | ------------------------------------- | ------------------------------------------------------------------------------------------------ | ---------------------------------------------------------- | ------ | -------------------- |
| 1    | Unidos de Vila Isabel                 | Soy Loco Por Ti América: A Vila Canta a Latinidade                                               | Alexandre Louzada                                          | 397,6  | Samba (39,9 pts)     |
| 2    | Acadêmicos do Grande Rio              | Amazonas, o Eldorado É Aqui                                                                      | Roberto Szaniecki                                          | 397,6  | Samba (39,8 pts)     |
| 3    | Unidos do Viradouro                   | Arquitetando Folias                                                                              | Milton Cunha, Mário Monteiro e Cacá Monteiro               | 397,2  | -                    |
| 4    | Estação Primeira de Mangueira         | Das Águas do São Francisco, Nasce Um Rio de Esperança                                            | Max Lopes                                                  | 397,1  | Alegorias (39,6 pts) |
| 5    | Beija-Flor                            | Poços de Caldas Derrama Sobre a Terra Suas Águas Milagrosas - Do Caos Inicial à Explosão da Vida | Cid Carvalho, Fran Sérgio, Laíla, Shangai e Ubiratan Silva | 397,1  | Alegorias (39,4 pts) |
| 6    | Unidos da Tijuca                      | Ouvindo Tudo que Vejo, Vou Vendo Tudo que Ouço                                                   | Paulo Barros                                               | 396,7  | -                    |
| 7    | Portela                               | Brasil Marca a Tua Cara e Mostra para o Mundo                                                    | Amarildo de Mello e Ilvamar Magalhães                      | 393,2  | -                    |
| 8    | Império Serrano                       | O Império do Divino                                                                              | Paulo Menezes                                              | 391,9  | Samba (40 pts)       |
| 9    | Imperatriz Leopoldinense              | Um por Todos e Todos por Um                                                                      | Rosa Magalhães                                             | 391,9  | Samba (39,1 pts)     |
| 10   | Mocidade Independente de Padre Miguel | A Vida que Pedi a Deus                                                                           | Mauro Quintaes                                             | 390,5  | -                    |
| 11   | Acadêmicos do Salgueiro               | Microcosmos o que os Olhos não Vêem, o Coração Sente                                             | Renato Lage e Márcia Lage                                  | 388,9  | -                    |
| 12   | Unidos do Porto da Pedra              | Bendita És Tu Entre as Mulheres do Brasil                                                        | Cahê Rodrigues                                             | 385,5  | -                    |
| 13   | Caprichosos de Pilares                | Na Folia com o Espírito Santo, o Espírito Santo Caprichou!                                       | Chico Spinoza                                              | 383,5  | -                    |
| 14   | Acadêmicos da Rocinha                 | Felicidade não Tem Preço                                                                         | Alex de Souza                                              | 371,7  | -                    |

### Premiações

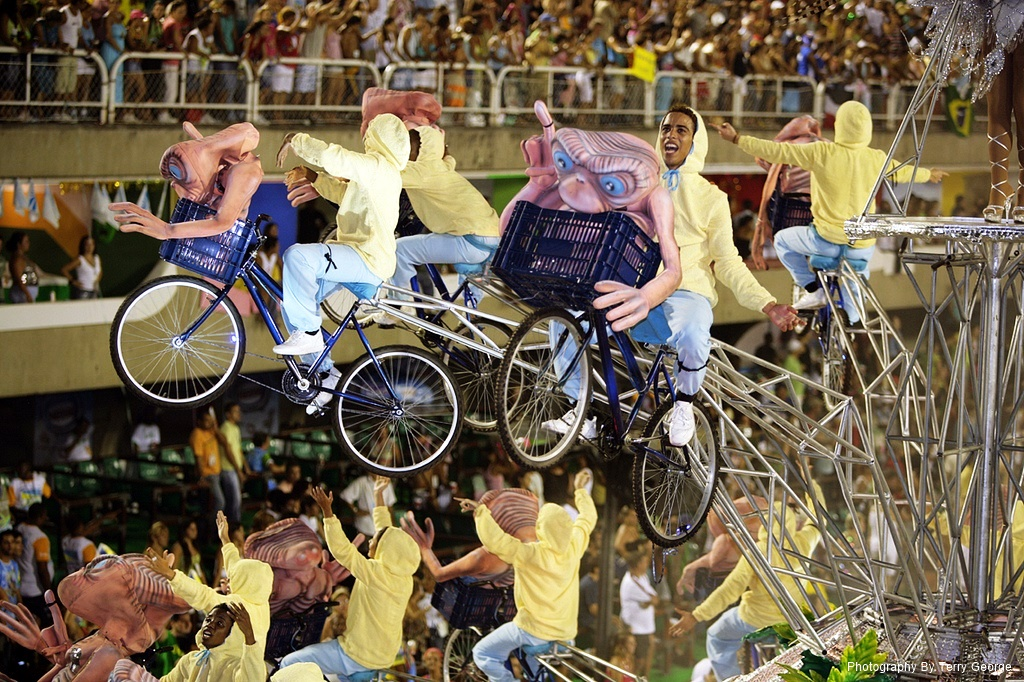
Desfile da Unidos da Tijuca em 2006. Escola recebeu o prêmio Estandarte de Ouro.

| Prêmios 2006          | Estandarte de Ouro     | Tamborim de Ouro       | Troféu Apoteose        |
| --------------------- | ---------------------- | ---------------------- | ---------------------- |
| Melhor escola         | Unidos da Tijuca       | Mangueira              | Vila Isabel            |
| Samba-enredo          | Império Serrano        | Império Serrano        | Império Serrano        |
| Melhor enredo         | Salgueiro              | Unidos da Tijuca       | -                      |
| Melhor bateria        | Unidos da Tijuca       | Viradouro              | -                      |
| Melhor mestre-sala    | Claudinho (Beija-Flor) | Sidclei (Grande Rio)   | Ronaldinho (Salgueiro) |
| Melhor porta-bandeira | Lucinha (Tijuca)       | Squel (Grande Rio)     | Selminha (Beija-Flor)  |
| Comissão de frente    | Imperatriz             | Unidos da Tijuca       | Beija-Flor             |
| Melhor intérprete     | Nêgo (Império)         | Neguinho da Beija-Flor | Gilsinho (Portela)     |
| Melhor ala de baianas | Mocidade               | Mocidade               | -                      |

### Desfile das Campeãs
O Desfile das Campeãs foi realizado a partir das 19 horas e 30 minutos do sábado, dia 4 de março de 2006, no Sambódromo da Marquês de Sapucaí. O evento foi aberto pela Flor da Idade, agremiação formada por componentes com mais de 60 anos. Em seguida desfilaram as seis primeiras colocadas do Grupo Especial em ordem inversa de classificação. A Unidos da Tijuca protestou contra o resultado com faixas e alguns componentes usaram narizes de palhaço.
| Ordem dos desfiles |
| 1. Flor da Idade 2. Unidos da Tijuca 3. Beija-Flor 4. Estação Primeira de Mangueira 5. Unidos do Viradouro 6. Acadêmicos do Grande Rio 7. Unidos de Vila Isabel |

## Grupo A
O desfile do Grupo A (segunda divisão) foi organizado pela Associação das Escolas de Samba da Cidade do Rio de Janeiro e realizado a partir das 20 horas do sábado, dia 25 de fevereiro de 2006, no Sambódromo da Marquês de Sapucaí.
| Ordem dos desfiles |
| 1. Alegria da Zona Sul 2. Estácio de Sá 3. Acadêmicos do Cubango 4. Acadêmicos de Santa Cruz 5. Renascer de Jacarepaguá 6. São Clemente 7. Arranco 8. União da Ilha do Governador 9. Vizinha Faladeira 10. Tradição |

Quesitos e julgadores
Em relação ao ano anterior, foi mantida a mesma quantidade de quatro julgadores por quesito e um suplente. A quantidade de quesitos avaliados diminuiu de nove para oito. Os antigos quesitos Evolução e Harmonia foram unidos em um novo quesito, o Conjunto Harmônico.
| Quesitos | Quesitos                     | Julgador 1       | Julgador 2             | Julgador 3      | Julgador 4     | Suplentes       |
| -------- | ---------------------------- | ---------------- | ---------------------- | --------------- | -------------- | --------------- |
|          | Mestre-Sala e Porta-Bandeira | Luis Florião     | Manoel Francisco       | Silvio Curty    | Paula Mori     | Carlos Manuel   |
|          | Comissão de Frente           | Lígia Tourinho   | Patrícia Gomes Pereira | Vitor Iorio     | Renata Diniz   | Georgia Barboza |
|          | Fantasias                    | Paola Monteleone | Anne Gaul              | Silvia Portugal | Maiza Jacobina | Sidlando Camilo |
|          | Alegorias e Adereços         | Chang Chi Chai   | Anna Santeiro          | Ana Durães      | Alex Hamburger | Alberto de Aviz |
|          | Enredo                       | Leila Richers    | Daniela Name           | Milton Guran    | Ligia Veiga    | Marcelo Pacheco |
|          | Conjunto Harmônico           | Francisco Motta  | Nilcemar Nogueira      | Waldir Xavier   | Bob Siqueira   | Yeda Dantas     |
|          | Samba-Enredo                 | Renato Viana     | Jonas Maia             | Emanuel Santos  | Róbson Camilo  | Luiz Gustavo    |
|          | Bateria                      | Juran Ribeiro    | Eduardo Galotti        | Oscar Bolão     | P.C. Mariotine | Ubiratan        |

### Classificação
Estácio de Sá foi campeã com dois décimos de diferença para a São Clemente. Foi o sexto título da Estácio na segunda divisão. Com a vitória, a escola garantiu seu retorno ao Grupo Especial, de onde estava afastada desde 1997. A Estácio reeditou seu enredo de 1984, sobre o carnaval. No ano anterior, em 2005, a Estácio venceu o Grupo B também com uma reedição. Últimas colocadas, Vizinha Faladeira e Alegria da Zona Sul foram rebaixadas para a terceira divisão.
| Legenda: Promovida ao Grupo Especial Rebaixadas para o Grupo B |

| Col. | Escola                      | Enredo                                                             | Carnavalesco(a) | Pontos | Desempate              |
| ---- | --------------------------- | ------------------------------------------------------------------ | --- | ------ | ---------------------- |
| 1    | Estácio de Sá               | Quem É Você? (Reedição do próprio enredo de 1984)                  | Paulo Barros, Sandro Carvalho e Edgley Cunha                                                                                            | 240    | -                      |
| 2    | São Clemente                | De Gonzagão a Gonzaguinha: em Vida de Viajante                     | Renato Lyra, Tatiana Santos, Fábio Santos, Bráulio Malheiro e Rodrigo Sampaio                                                           | 239,8  | Conj. Harm. (30 pts)   |
| 3    | União da Ilha do Governador | As Minas Del Rei São João                                          | Jack Vasconcelos | 239,8  | Conj. Harm. (29,8 pts) |
| 4    | Tradição                    | Bahia de Todos os Deuses (Reedição do enredo de 1969 do Salgueiro) | Orlando Júnior | 239,7  | -                      |
| 5    | Renascer de Jacarepaguá     | A Divina Comédia Brasileira                                        | Lane Santana | 238,4  | -                      |
| 6    | Acadêmicos de Santa Cruz    | Liberdade, Igualdade e Fraternidade - Um Sonho Chamado França      | Rosele Nicolau, Munir Nicolau, André Marins e Fran Sérgio                                                                               | 237,4  | -                      |
| 7    | Arranco                     | Guelédés, o Retrato das Almas                                      | Jorge Caribé | 236    | -                      |
| 8    | Acadêmicos do Cubango       | Na Magia da Escrita, a Viagem do Saber                             | Jaime Cezário | 235,8  | -                      |
| 9    | Vizinha Faladeira           | Adorável Loucura na Cidade do Encantamento                         | Severo Luzardo | 234,4  | -                      |
| 10   | Alegria da Zona Sul         | A Alegria É Show de Bola                                           | Deco, Oswaldo Luiz, Carlos André, Marco Antônio Falleiros, Marquinhos, Marcelo Nasseh, Roberto Brito, Daniel de Paula e Vinícius Pastor | 229,9  | -                      |

### Premiações
| Prêmios 2006        | Melhor escola | Samba-enredo | Enredo        | Bateria  | Mestre-sala e porta-bandeira                                          | Comissão de frente | Intérprete                  | Ala de baianas | Ala de passistas |
| ------------------- | ------------- | ------------ | ------------- | -------- | --------------------------------------------------------------------- | ------------------ | --------------------------- | -------------- | ---------------- |
| Estandarte de Ouro  | São Clemente  | Arranco      | -             | -        | -                                                                     | -                  | -                           | -              | -                |
| S@mba-Net           | União da Ilha | Arranco      | Santa Cruz    | Vizinha  | Fabrício e Danielle (Tradição)                                        | Santa Cruz         | Leonardo Bessa (S.Clemente) | São Clemente   | Tradição         |
| Troféu Jorge Lafond | Estácio de Sá | Arranco      | Estácio de Sá | Renascer | Chiquinho (Alegria); Danielle (S.Clemente); Luiz e Denadir (Renascer) | Renascer           | Rogerinho (Renascer)        | Santa Cruz     | União da Ilha    |
| Troféu Apoteose     | União da Ilha | Arranco      | -             | -        | -                                                                     | -                  | -                           | -              | -                |

## Grupo B
O desfile do Grupo B (terceira divisão) foi organizado pela AESCRJ e realizado a partir da noite da terça-feira, dia 28 de fevereiro de 2006, no Sambódromo da Marquês de Sapucaí.
| Ordem dos desfiles |
| 1. Boi da Ilha do Governador 2. Unidos da Ponte 3. Paraíso do Tuiuti 4. Flor da Mina do Andaraí 5. Independente da Praça da Bandeira 6. Lins Imperial 7. Império da Tijuca 8. União de Jacarepaguá 9. Inocentes de Belford Roxo 10. Difícil É o Nome 11. Unidos de Lucas 12. União do Parque Curicica |

### Quesitos e julgadores
Em relação ao ano anterior, foi mantida a mesma quantidade de quatro julgadores por quesito e um suplente. A quantidade de quesitos avaliados diminuiu de nove para oito. Os antigos quesitos Evolução e Harmonia foram unidos em um novo quesito, o Conjunto Harmônico.
| Quesitos | Quesitos                     | Julgadores         | Julgadores                  | Julgadores         | Julgadores            | Suplentes      |
| -------- | ---------------------------- | ------------------ | --------------------------- | ------------------ | --------------------- | -------------- |
|          | Mestre-Sala e Porta-Bandeira | Carlos Manoel      | Thatiana Ribeiro            | Lídia Laranjeira   | -                     | Silvio Curty   |
|          | Comissão de Frente           | Claudia Petrina    | Georgia Barboza             | Alexandre Franco   | Marta Bastos          | Luis Florião   |
|          | Fantasias                    | Sidlando Camilo    | Michele Marques             | Suzanita Freire    | Luiz Eduardo Pinheiro | Jonas Maia     |
|          | Alegorias e Adereços         | Carmem Slawinski   | Jorge Alberto de Aviz       | Denio Ramos        | Adriana Tabalipa      | Ana Santeiro   |
|          | Enredo                       | Monica Ramalho     | Hugo Skuman                 | Marcelo Pacheco    | Virgílio de Souza     | Ligia Veiga    |
|          | Conjunto Harmônico           | Zilmar Basílio     | Yeda Dantas                 | Flávia Tenório     | Beth Ferreira         | Renato         |
|          | Samba-Enredo                 | Claudia Otero      | Paulo Malaguti              | Luiz Gustavo Leite | Mauricio Gueiros      | Róbson Camilo  |
|          | Bateria                      | Joviniano da Silva | Luiz Alberto Pires da Silva | Carlos Negreiros   | Ubiratan Sodré        | P.C. Mariotine |

### Classificação
Império da Tijuca foi campeão com quatro décimos de diferença para a Paraíso do Tuiuti. Com a vitória, a escola garantiu seu retorno à segunda divisão, de onde estava afastada desde 2002. O Império reeditou seu enredo de 1986, sobre o bairro da Tijuca.
| Legenda: Promovida ao Grupo A Rebaixada para o Grupo C |

| Col. | Escola                            | Enredo                                                                                 | Carnavalesco(a)                               | Pontos |
| ---- | --------------------------------- | -------------------------------------------------------------------------------------- | --------------------------------------------- | ------ |
| 1    | Império da Tijuca                 | Tijuca, Cantos, Recantos e Encantos (Reedição do próprio enredo de 1986)               | Sandro Gomes                                  | 240    |
| 2    | Paraíso do Tuiuti                 | O Imperador Morava Ali, do Outro Lado do Tuiuti                                        | Marcelo Andrade e Marcos Januário             | 239,6  |
| 3    | Inocentes de Belford Roxo         | A Lenda das Sereias, Rainhas do Mar (Reedição do enredo de 1976 do Império Serrano)    | Wany Araújo                                   | 239,2  |
| 4    | União do Parque Curicica          | GLS com a Bandeira da Alegria, o Babado da Curicica no Carnaval É só Alegria!          | Jorge Caribé                                  | 239    |
| 5    | Unidos de Lucas                   | Lua Viajante (Reedição do próprio enredo de 1982)                                      | Jairo de Souza, Ricardo Pavão e Eduardo Silva | 238,6  |
| 6    | Difícil É o Nome                  | Olubajé, a Festa da Libertação (Reedição do próprio enredo de 1994)                    | Paulo Menezes                                 | 238,5  |
| 7    | Lins Imperial                     | Arraial do Pavulagem                                                                   | Eduardo Gonçalves                             | 238,4  |
| 8    | Flor da Mina do Andaraí           | O Direito de Ir e Vir. Da Aldeia do Andira-Y, da Cadeirinha ao Metrô, Eu Também Vou... | Clóvis Costha                                 | 237,9  |
| 9    | Independente da Praça da Bandeira | O Sertão Vai Virar Mar, o Velho Chico quem Vem Avisar                                  | Hélio Porto, Ricardo Paulino e Róbson Rony    | 237,6  |
| 10   | Boi da Ilha do Governador         | O Amanhã (Reedição do enredo de 1978 da União da Ilha)                                 | Roberto de Oliveira e Letycia Fiuza           | 237,5  |
| 11   | União de Jacarepaguá              | Alô, alô, Intendente! Aquele Abraço!                                                   | Rodrigo Sampaio                               | 236,4  |
| 12   | Unidos da Ponte                   | Da Cor do Pecado (Reedição do próprio enredo de 1992)                                  | Victor Santos                                 | 229,9  |

### Premiações
| Prêmios 2006        | Melhor escola     | Samba-enredo                     | Enredo            | Bateria           | Mestre-sala e porta-bandeira                                                    | Comissão de frente | Intérprete                     | Ala de baianas   | Ala de passistas  |
| ------------------- | ----------------- | -------------------------------- | ----------------- | ----------------- | ------------------------------------------------------------------------------- | ------------------ | ------------------------------ | ---------------- | ----------------- |
| S@mba-Net           | Império da Tijuca | Independente                     | Paraíso do Tuiuti | Paraíso do Tuiuti | Peixinho e Roselane (Inocentes)                                                 | Paraíso do Tuiuti  | Edmilton de Bem (dos de Lucas) | Difícil É o Nome | Império da Tijuca |
| Troféu Jorge Lafond | Império da Tijuca | Inocentes (Império Serrano 1976) | Parque Curicica   | Inocentes         | Débora (Império da Tijuca); Pierre (Difícil); Marquinho e Mariana (Boi da Ilha) | Difícil É o Nome   | Rixxa (União de Jacarepaguá)   | Unidos de Lucas  | Independente      |
| Troféu Apoteose     | Império da Tijuca | Unidos de Lucas                  | -                 | -                 | -                                                                               | -                  | -                              | -                | -                 |

## Grupo C
O desfile do Grupo C (quarta divisão) foi organizado pela AESCRJ e realizado a partir da noite do domingo, dia 26 de fevereiro de 2006, na Estrada Intendente Magalhães.
| Ordem dos desfiles |
| 1. Sereno de Campo Grande 2. Unidos do Cabral 3. Acadêmicos da Abolição 4. Acadêmicos do Engenho da Rainha 5. Unidos do Cabuçu 6. Mocidade de Vicente de Carvalho 7. Leão de Nova Iguaçu 8. Acadêmicos de Vigário Geral 9. Unidos de Padre Miguel 10. Arrastão de Cascadura 11. Unidos da Villa Rica 12. Gato de Bonsucesso 13. Unidos do Jacarezinho 14. Canários das Laranjeiras |

### Classificação
Unidos de Padre Miguel foi a campeã, garantindo seu retorno à terceira divisão, de onde estava afastada desde 1995. A escola realizou um desfile sobre o guaraná. No ano anterior, a UPM venceu o Grupo D. Vice-campeã, a Sereno de Campo Grande foi promovida ao Grupo B pela primeira vez em sua história.
| Legenda: Promovidas ao Grupo B Rebaixada para o Grupo D |

| Col. | Escola                          | Enredo                                                                                           | Carnavalesco(a)                                                           | Pontos |
| ---- | ------------------------------- | ------------------------------------------------------------------------------------------------ | ------------------------------------------------------------------------- | ------ |
| 1    | Unidos de Padre Miguel          | Das Lagrimas de Tupã, Nasce o Fruto Divino: o Guaraná                                            | Edson Pereira                                                             | 160    |
| 2    | Sereno de Campo Grande          | Do Oiapoque ao Chuí, o Sereno É Todo Brasil                                                      | Wagner Silva                                                              | 156,3  |
| 3    | Unidos do Jacarezinho           | Jacarezinho Guerreiro Mostra que a África É Aqui                                                 | Laerte Guilini                                                            | 154,6  |
| 4    | Unidos do Cabral                | De Berço Humilde aos Braços do Povo, Benedita da Silva, a História de Uma Vida                   | Mazinho e Julio Nascimento                                                | 153,4  |
| 5    | Acadêmicos da Abolição          | Água, Terra, Fogo e Ar: os Espíritos da Natureza Clamam pela Vida                                | Lane Santana                                                              | 153,4  |
| 6    | Unidos do Cabuçu                | A Mão que Varre Este Chão Segura com Firmeza Essa Nação                                          | Marcos Caleiros                                                           | 152,5  |
| 7    | Acadêmicos de Vigário Geral     | Cantos e Encantos, Um Acalanto para Uiara                                                        | Cid Franco                                                                | 151,8  |
| 8    | Unidos da Villa Rica            | Malandragem Adeus: com Exceção do Zé, o Resto É Mané                                             | Severo Luzardo                                                            | 151,5  |
| 9    | Leão de Nova Iguaçu             | Quem Acredita Sempre Alcança                                                                     | Flávio Alberto                                                            | 151,4  |
| 10   | Acadêmicos do Engenho da Rainha | Na Terra do Samba, o Engenho Faz a Sucata Virar Luxo                                             | Sílvio Nascimento                                                         | 150,9  |
| 11   | Mocidade de Vicente de Carvalho | África, Alma Gêmea Brasileira                                                                    | Tadeu Salgado                                                             | 150,4  |
| 12   | Gato de Bonsucesso              | No Esplendor de Uma Noite Fez-se a Magia de Um Ser Milenar: Gato, do Egito ao Imaginário Popular | Roseni Lima, Rafael, Suelen Brito, Sérgio Marcelo e Carlos Gomes da Costa | 150,2  |
| 13   | Arrastão de Cascadura           | Dudu Alabukun do Arrastão Visita a Terra dos Yorubás                                             | Carlos Nobre                                                              | 149,9  |
| 14   | Canários das Laranjeiras        | Bahia de Caribé                                                                                  | Armando Martins e Agnaldo Corrêa                                          | 145,5  |

## Grupo D
O desfile do Grupo D (quinta divisão) foi organizado pela AESCRJ e realizado a partir da noite da segunda-feira, dia 27 de fevereiro de 2006, na Estrada Intendente Magalhães.
| Ordem dos desfiles |
| 1. Paraíso da Alvorada 2. Mocidade Unida do Santa Marta 3. União de Vaz Lobo 4. Acadêmicos do Sossego 5. Unidos do Anil 6. Unidos do Sacramento 7. Unidos de Cosmos 8. Unidos do Uraiti 9. Em Cima da Hora 10. Arame de Ricardo 11. Unidos de Manguinhos 12. Acadêmicos da Barra da Tijuca 13. Acadêmicos do Dendê 14. Unidos da Vila Kennedy |

### Classificação
Em Cima da Hora foi a campeã, garantindo seu retorno à quarta divisão, de onde estava afastada desde 2004. A escola reeditou seu enredo de 1974.
| Legenda: Promovida ao Grupo C Rebaixada para o Grupo E |

| Col. | Escola                        | Enredo                                                                 | Carnavalesco(a)                                                   | Pontos |
| ---- | ----------------------------- | ---------------------------------------------------------------------- | ----------------------------------------------------------------- | ------ |
| 1    | Em Cima da Hora               | Festa dos Deuses Afro-Brasileiros (Reedição do próprio enredo de 1974) | Jorge Caribé                                                      | 160    |
| 2    | Acadêmicos do Dendê           | Com Trabalho e Cultura os Afros-descendentes Constroem o Brasil        | Inalda Pimentel e Carlos Albuquerque                              | 157,6  |
| 3    | Arame de Ricardo              | O Esplendor das Maravilhas, Brasil de Tudo Dá                          | Marco Guedes e Leandro Vasconcellos                               | 157,4  |
| 4    | Unidos de Manguinhos          | Tia Alice e o Seu País das Maravilhas                                  | Leonardo Soares                                                   | 154,6  |
| 5    | Acadêmicos do Sossego         | Me Engana que Eu Gosto no Circo da Vida!                               | Marco Aramha e Marcyo de Olliveira                                | 154    |
| 6    | Unidos de Cosmos              | Cosmos Faz a Festa na Intendente                                       | Comissão de Carnaval                                              | 152,7  |
| 7    | Unidos da Vila Kennedy        | Da Corte Real ao Pan. O Rio é Rei                                      | Nelson Costa                                                      | 151,6  |
| 8    | Mocidade Unida do Santa Marta | Santa Marta nas Asas da Imaginação                                     | Roberto Bezerra, José de Oliveira e Maria do Socorro              | 151,5  |
| 9    | Paraíso da Alvorada           | Sou do Morro do Alemão, Sou Paraíso de Coração                         | Agnaldo Corrêa, Raimundo Menezes e Pedro do Capão                 | 150,4  |
| 10   | Unidos do Uraiti              | Portela, Partícula do Samba a Brilhar com a Uraiti na Avenida          | Walmir de Oliveira e Jeferson Machado                             | 149,2  |
| 11   | Unidos do Anil                | Reflexos do Eldorado                                                   | Ramiro Montalvão                                                  | 145,2  |
| 12   | União de Vaz Lobo             | Madureira: Bom de Samba, Bom de Bola, História e Estória               | Humberto Pinto, Thiago Avhis, Gilson Cavalcante e William Ribeiro | 145    |
| 13   | Unidos do Sacramento          | O Prazer do Cheiro                                                     | Paulo Chaffin e Beto Reis                                         | 143,4  |
| 14   | Acadêmicos da Barra da Tijuca | Paz, Um Grito de Liberdade e Igualdade para Todos                      | Comissão de Carnaval                                              | 127,9  |

## Grupo E
O desfile do Grupo E (sexta divisão) foi organizado pela AESCRJ e realizado a partir da noite da terça-feira, dia 28 de fevereiro de 2006, na Estrada Intendente Magalhães.
| Ordem dos desfiles |
| 1. Infantes da Piedade 2. Boêmios de Inhaúma 3. Mocidade Independente de Inhaúma 4. Unidos da Vila Santa Tereza 5. Delírio da Zona Oeste 6. Mocidade Unida de Jacarepaguá 7. Rosa de Ouro 8. Corações Unidos do Amarelinho |

### Classificação
Rosa de Ouro foi campeã com um décimo de diferença para a Corações Unidos do Amarelinho. Com a vitória, Rosa de Ouro foi promovida à quinta divisão pela primeira vez em sua história. A escola realizou um desfile sobre a Feira de Caruaru. Vice-campeã, a Corações Unidos também foi promovida ao Grupo D pela primeira vez em sua história.
| Legenda: Promovidas ao Grupo D |

| Col. | Escola                           | Enredo                                                                                 | Carnavalesco(a)                                  | Pontos |
| ---- | -------------------------------- | -------------------------------------------------------------------------------------- | ------------------------------------------------ | ------ |
| 1    | Rosa de Ouro                     | Rosa de Ouro É Comércio, Festa e Arte na Feira de Caruaru                              | Humberto Abrantes, Osmar Costa e Gilberto Barros | 159,9  |
| 2    | Corações Unidos do Amarelinho    | De Pinóquio ao Vídeo Game. O Amarelinho Conta a Irreverência dos Brinquedos            | Nelson Costa                                     | 159,8  |
| 3    | Unidos da Vila Santa Tereza      | Que Comédia É Essa?                                                                    | Sérgio Marcelo                                   | 157    |
| 4    | Mocidade Independente de Inhaúma | Zé Ketti, a Voz do Morro Sou Eu mesmo sim Senhor                                       | Luiz Fernando Oliveira                           | 156,3  |
| 5    | Delírio da Zona Oeste            | A Delírio Neste Universo de Fantasia, Encanta a Passarela com Mistério e Magia         | Gilson Carlos Sena, Fabio Ancillotti             | 155,2  |
| 6    | Infantes da Piedade              | O Bailado do Mestre-Sala e Porta-Bandeira, Manoel Dionísio, Nossa Bandeira             | Michele Dias                                     | 152,4  |
| 7    | Mocidade Unida de Jacarepaguá    | As Águas Vão Rolar para a Mocidade Ver o que Vai Dar                                   | Marinaldo Bezerra                                | 150    |
| 8    | Boêmios de Inhaúma               | Se Ficar o Bicho Pega, Sacode a Poeira Boêmios, Vai Passar na Avenida Um Samba Popular | Luís Carlos do Valle, Luiz Macedo e Luiz Vieira  | 146,2  |

## Blocos de enredo
Os desfiles foram organizados pela Federação dos Blocos Carnavalescos do Estado do Rio de Janeiro (FBCERJ).

### Grupo 1
O desfile foi realizado no sábado, dia 25 de fevereiro de 2006, na Avenida Rio Branco.
| Ordem dos desfiles |
| 1. Unidos do Alto da Boa Vista 2. Império do Gramacho 3. Simpatia do Jardim Primavera 4. Raízes da Tijuca 5. Bloco do Barriga 6. Flor da Primavera 7. Unidos de Tubiacanga 8. Coroado de Jacarepaguá 9. União da Ponte 10. Cometas do Bispo |

#### Classificação
Raízes da Tijuca foi o campeão com um desfile sobre Clóvis Bornay, morto no ano anterior.
| Legenda: Campeão Rebaixados para o Grupo 2 |

| Col. | Bloco                        | Enredo                                                       | Pontos |
| ---- | ---------------------------- | ------------------------------------------------------------ | ------ |
| 1    | Raízes da Tijuca             | Sua Majestade Clóvis Bornay, Sinônimo de Carnaval            | 202    |
| 2    | Coroado de Jacarepaguá       | Quando a Noite Cai ao Meio-Dia                               | 201    |
| 3    | Bloco do Barriga             | A Festa É Nossa e o Presente É Você                          | 199    |
| 4    | Simpatia do Jardim Primavera | Wagner Montes - O Caxiense que Conquistou o Brasil           | 192    |
| 5    | Flor da Primavera            | Nunca Desisto, Sou 100% Negro, Sou Brasileiro                | 191    |
| 6    | Império do Gramacho          | O Império no Reino do Café                                   | 191    |
| 7    | União da Ponte               | A Lenda do Sol e da Lua                                      | 185    |
| 8    | Unidos do Alto da Boa Vista  | Paz - Um Sonho de Igualdade, Um Grito de Liberdade           | 184    |
| 9    | Unidos de Tubiacanga         | Tubiacanga Canta o Eterno Poeta Imperiano: Silas de Oliveira | 176    |
| 10   | Cometas do Bispo             | Em Busca da Sorte... Quem não Arrisca, não Petisca           | 175    |

### Grupo 2
O desfile do Grupo 2 foi realizado no sábado, dia 25 de fevereiro de 2006, na Estrada Intendente Magalhães.
| Ordem dos desfiles |
| 1. Tigre de Bonsucesso 2. Luar de Prata 3. Mocidade Unida de Manguariba 4. Sorriso de Criança 5. Bloco do China 6. Magnatas de Engenheiro Pedreira 7. Novo Horizonte 8. Falcão Dourado 9. Boca de Siri 10. Azul e Branco |

#### Classificação
Boca de Siri foi o campeão, sendo promovido ao Grupo 1 junto com o vice-campeão, Mocidade Unida de Manguariba. Azul e Branco foi desclassificado por desfilar com menos de 50% da quantidade mínima de componentes exigida pelo regulamento.
| Legenda: Promovidos ao Grupo 1 Rebaixados para o Grupo 3 |

| Col. | Bloco                           | Enredo                                                           | Pontos                     |
| ---- | ------------------------------- | ---------------------------------------------------------------- | -------------------------- |
| 1    | Boca de Siri                    | Canto a Dicró, Sua Praia É Ramos                                 | 205                        |
| 2    | Mocidade Unida de Manguariba    | Amazonas, Amazônia, Brazil - Vamos Preservar o que Ainda É Nosso | 194                        |
| 3    | Magnatas de Engenheiro Pedreira | Amazonas, Manaus, Festa de Parintins                             | 193                        |
| 4    | Novo Horizonte                  | Noites Cariocas                                                  | 181                        |
| 5    | Bloco do China                  | Pintando o Sete nas Sete Cores do Arco-Íris                      | 180                        |
| 6    | Falcão Dourado                  | Cara ou Coroa                                                    | 176                        |
| 7    | Tigre de Bonsucesso             | É no Embalo do Cordão do Bola Preta que Vou Brincar o Carnaval   | 165                        |
| 8    | Sorriso de Criança              | Aleixo Gari - Do Lixo a Reciclagem                               | 164                        |
| 9    | Luar de Prata                   | A Noite que Canta e Encanta                                      | 128                        |
| 10   | Azul e Branco                   | No Sonho de Ícaro, o Vôo que Conquistou o Céu                    | Desclassificado (Artigo 5) |

### Grupo 3
O desfile do Grupo 3 foi realizado no sábado, dia 25 de fevereiro de 2006, na Rua Cardoso de Morais, em Bonsucesso.
| Ordem dos desfiles |
| 1. Tradição Barreirense de Mesquita 2. Chatuba de Mesquita 3. Amizade da Água Branca 4. Chora na Rampa 5. Esperança de Nova Campina 6. Grilo de Bangu 7. Unidos de Parada Angélica 8. Roda Quem Pode 9. Mocidade Unida da Mineira |

#### Classificação
Chatuba de Mesquita foi o campeão, sendo promovido ao Grupo 2 junto com o vice-campeão, Mocidade Unida da Mineira.
| Legenda: Promovidos ao Grupo 2 |

| Col. | Bloco                            | Enredo                                                     | Pontos |
| ---- | -------------------------------- | ---------------------------------------------------------- | ------ |
| 1    | Chatuba de Mesquita              | O Reino Encantado do Teatro Infantil                       | 104    |
| 2    | Mocidade Unida da Mineira        | Ninguém Merece Essas Loucuras                              | 101    |
| 3    | Roda Quem Pode                   | Ar e Água, Céu e Vida                                      | 101    |
| 4    | Grilo de Bangu                   | 50 Anos Cantando em Versos e Prosas - União de Jacarepaguá | 98     |
| 5    | Amizade da Água Branca           | Agonia e Glória de Uma Raça                                | 96     |
| 6    | Unidos de Parada Angélica        | Descobrimento do Brasil, Uma Aventura no Novo Mundo        | 95     |
| 7    | Esperança de Nova Campina        | Quilombos, Guetos e Favelas                                | 94     |
| 8    | Chora na Rampa                   | Eu Era Feliz e não Sabia                                   | 90     |
| 9    | Tradição Barreirense de Mesquita | Mestre Louro, Um Ser Iluminado                             | 88     |

### Grupo de Avaliação
O desfile do Grupo de Avaliação foi realizado no sábado, dia 25 de fevereiro de 2006, na Rua Cardoso de Morais.

#### Resultado
Favo de Acari foi aprovado para desfilar no Grupo 3 do ano seguinte.
| Legenda: Promovido ao Grupo 3 |

| Resultado       | Bloco                | Enredo                                        | Pontos |
| --------------- | -------------------- | --------------------------------------------- | ------ |
| Aprovado        | Favo de Acari        | Muito Prazer, Sou Acari em Verde, Rosa e Ouro | 104    |
| Desclassificado | Acadêmicos da Botija | Êta Cafezinho Bom                             | 0      |